# Camille Turner
Pour les articles homonymes, voir Turner.
Camille Turner (née le 11 mars 1960) est une artiste multidisciplinaire, une conservatrice et une éducatrice canadienne. Elle a exposé au Canada et au niveau international, notamment sur le thème de l'identité canadienne.

## Biographie
Née à Kingston, en Jamaïque, Turner immigre au Canada à l'âge de neuf ans. Elle habite d'abord à Sarnia, puis à Hamilton, en Ontario. Son enfance est marquée par le comportement racial des autres enfants et un sentiment d'exclusion.
Turner est diplômée de l'Ontario College of Art et a également étudié à l'Université McMaster et au Sheridan College. Elle obtient une maîtrise en études environnementales de l'Université York.

## Démarche
Le travail de Turner s'intéresse à la diaspora, à l'identité et aux échanges interculturels à travers des installations, des performances, des œuvres médiatiques et des engagements publics. Elle est surtout connue pour son alter ego, Miss Canadiana,, une reine de beauté qui soulève les contradictions de la mythologie canadienne du multiculturalisme, personnage qu'elle promène à travers le monde depuis 2002,.
En recourant à diverses technologies, Camille Turner imagine le futur des Noirs par le biais de récits afrofuturistes. Ainsi, ses spectacles The Final Frontier (2010) et TimeWarp (2013), racontent le retour d'un groupe d'extraterrestres, les Afronauts, descendants du peuple Dogon de l'Afrique de l'Ouest, revenus sur terre après 10 000 ans pour sauver la planète. L'ensemble des stratégies artistiques employées par Turner - fiction spéculative, cosmologies non occidentales, mythologie, technologies - invitent à reconsidérer les grands récits de l'histoire canadienne.
En utilisant l'iconographie détaillée de la [science-fiction|Science-fiction], Turner étudie le paysage mythique du Canada. Ne laissant pas les Canadiens s'asseoir confortablement sur la narration autosatisfaite selon laquelle leur pays était souvent au bout du chemin de fer clandestin, The Afronauts a récemment confronté l'amnésie du pays concernant sa propre histoire de l'esclavage en invitant les visiteurs à parcourir des annonces publiées dans des journaux du XVIIIe siècle par des propriétaires d'esclaves canadiens.
À propos de cette recherche et de cette création, Turner a déclaré : « Vous savez, je pense à faire des cabrioles avec les fantômes, parce que ces choses hantent le présent et que la science-fiction est un excellent moyen de communiquer avec les fantômes ».
Turner a été artiste en résidence à la Art Gallery of Mississauga, de 2012 à 2014. En 2013-2014, elle a effectué une résidence dans le cadre du programme Neighbourhood Spaces du centre d'artistes Broken City Lab à Windsor, en Ontario. Au cours de l'été 2015, son projet interactif " Big Up Barton " s'est concentré sur un quartier négligé de Hamilton, en Ontario. Installée dans une devanture de magasin négligée de la rue Barton, l'œuvre présentait des récits audio enregistrés de souvenirs de résidents locaux et invitait les visiteurs à partager des réponses écrites. Le projet Wanted de Turner, une collaboration avec Camal Pirbhai, a pris la forme de portraits photographiques contemporains jumelés à des avis d'esclaves en fuite du Canada du dix-huitième siècle. Au cours de l'été 2017, des éléments de l'œuvre ont été installés sous forme de panneaux d'affichage dans des endroits bien en vue à Toronto.
L'installation vidéo à trois canaux de Turner, Nave, qui portait sur l'implication passée du Canada dans la traite transatlantique des esclaves, a reçu le prix de l'artiste émergent et 10 000 $ à la Biennale d'art de Toronto en 2022.